# Narration non linéaire
 (mars 2009).
Si vous disposez d'ouvrages ou d'articles de référence ou si vous connaissez des sites web de qualité traitant du thème abordé ici, merci de compléter l'article en donnant les références utiles à sa vérifiabilité et en les liant à la section « Notes et références ».

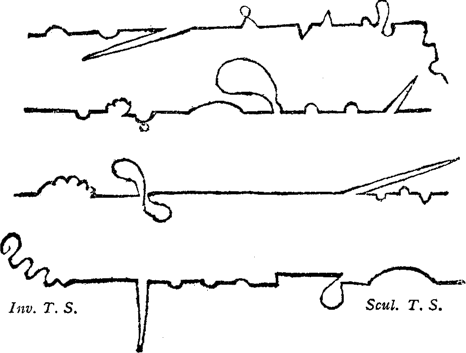
Traces narratives non linéaires, Vie et Opinions de Tristram Shandy, gentilhomme (The Life and Opinions of Tristram Shandy, Gentleman) de Laurence Sterne (1759–67)

La narration non linéaire est le procédé narratif utilisé par un auteur lorsqu'il relate des évènements sans respecter leur chronologie.
Stricto sensu, à partir du moment où une œuvre propose un flashback, on peut parler de narration non linéaire. Dans les faits, le terme est plutôt réservé à des œuvres dont la chronologie de l'intrigue est bouleversée dans un souci de sophistication ou d'efficacité. Plus récemment, le terme est parfois employé pour désigner le récit interactif.

## Acceptions du terme
Historiquement, la narration non linéaire désigne les procédés narratifs par lesquels un auteur relate les événements de l'histoire dans un ordre différent de celui dans lequel ils sont réputés s'être produits : la temporalité de la narration ne correspond pas à celle des événements racontés. Cela peut prendre plusieurs formes, comme le récit à un temps t des événements qui se sont produits avant (flashback), ou qui se produiront après (flash forward), la répétition d'un événement unique, l'accélération ou le ralentissement de la narration par rapport au temps de l'événement raconté, etc. C'est à cette première acception du terme que réfèrent les exemples ci-dessous.
Avec l'apparition des technologies numériques, le terme de narration non linéaire tend de plus en plus à désigner un phénomène plus spécifique : la non-linéarité des récits produit par des techniques numériques interactives. Un récit non linéaire est dans ce cas un récit dont le déroulement peut être orienté par son lecteur-utilisateur, grâce à ses choix de navigation (hypertexte), ou dans le cadre d'intrigues interactives non déterministes, c'est-à-dire dont les états sont progressivement calculés par le système en fonction des actions du lecteur. Dans ces cas, il convient de noter que c'est le système médiatique qui porte le récit qui est non linéaire :  le récit produit par une utilisation du système pouvant parfaitement être linéaire (exemple: film interactif). Pour éviter la confusion avec l'acception historique du terme, on parlera alors de récit non linéaire interactif ou simplement de récit interactif.

## Effets recherchés
- Créer un jeu pour le spectateur qui doit reformer le puzzle
- Simuler une interaction en mettant des éléments non chronologiques en relation
- Traduire l'état mental du héros
- Traduire la non-linéarité du destin
- Démontrer la pluralité ou la subjectivité des points de vue
- Montrer l'interaction entre plusieurs histoires, plusieurs parcours, plusieurs personnages
- Diluer le temps
- Créer un suspense

## Cinéma
Bien que cette narration non linéaire ait été au centre des préoccupations de nombreux cinéastes avant-gardistes d'avant-guerre (pour ne citer que Luis Buñuel et ses deux premiers films), c'est vraiment à partir de Rashōmon (1950) d'Akira Kurosawa, que le monde du cinéma découvre ce nouveau style de chronologie. L'influence de ce film se répandra chez tous les cinéastes cherchant un renouveau du 7e art.
Mike Figgis a déclaré en 2004 : « Il me semble plus intéressant d'établir des connexions entre des images et des évènements en me fondant sur des principes non linéaires, plutôt qu'en suivant des intrigues pré-formatées. Jean-Luc Godard et Luis Buñuel ont eu une influence colossale ; ce sont les deux maîtres incontestés du genre déconstruit ».

### Films
On peut citer les films suivants : 
- 1941 : Citizen Kane, film d'Orson Welles
- 1950 : Rashōmon, film de Akira Kurosawa
- 1956 : L'Ultime Razzia (The Killing), film de Stanley Kubrick
- 1960 : À bout de souffle, film de Jean-Luc Godard, même si la « non-linéarisation » est présente à l'intérieur des séquences plutôt que dans l'enchaînement de ces séquences.
- 1969 : Funeral Parade of Roses, film de Toshio Matsumoto
- 1984 : Il était une fois en Amérique, film de Sergio Leone
- 1986 : Frida, naturaleza viva, film de Paul Leduc
- 1990 : Toto le héros, film de Jaco Van Dormael
- 1992 : Reservoir Dogs, film de Quentin Tarantino
- 1992 : La Belle Histoire, film de Claude Lelouch
- 1994 : Pulp Fiction, film de Quentin Tarantino
- 1994 : Forrest Gump, film de Robert Zemeckis
- 1995 : Usual Suspects, film de Bryan Singer
- 1997 : Lost Highway, film de David Lynch
- 1997 : Titanic, film de James Cameron
- 1998 : Dark City, film de Alex Proyas
- 1998 : Following, film de Christopher Nolan
- 1999 : Magnolia, film de Paul Thomas Anderson
- 2000 : Amours chiennes (Amores perros), film de Alejandro González Iñárritu
- 2000 : Memento, film de Christopher Nolan
- 2000 : Peppermint Candy, film de Lee Chang-dong
- 2000 : Snatch, film de Guy Ritchie
- 2001 : Mulholland Drive, film de David Lynch
- 2001 : Vanilla Sky, film de Cameron Crowe
- 2002 : Irréversible, film de Gaspar Noé
- 2002-2003 : Boomtown, série télévisée
- 2003 : Elephant, film de Gus Van Sant
- 2003-2004 : Kill Bill, films de Quentin Tarantino
- 2004 : 11:14, film de Greg Marcks
- 2004 : 21 Grammes (21 grams), film d'Alejandro González Iñárritu
- 2004 : 5×2, film de François Ozon
- 2004 : Eternal Sunshine of the Spotless Mind, film de Michel Gondry
- 2005 : Sin City, film de Robert Rodriguez et Frank Miller
- 2005 : Batman Begins, film de Christopher Nolan
- 2005 : Prête à tout, film de Gus Van Sant
- 2006 : Babel, film de Alejandro González Iñárritu
- 2006 : Le Prestige, film de Christopher Nolan
- 2007 : Paranoid Park, film de Gus Van Sant
- 2008 : Sept vies, film de Gabriele Muccino
- 2009 : Slumdog Millionaire, film de Danny Boyle
- 2009 : Où est la main de l'homme sans tête, film de Guillaume et Stéphane Malandrin
- 2009 : Mr Nobody, film de Jaco Van Dormael
- 2010 : The Social Network, film de David Fincher
- 2011 : The Tree of Life, film de Terrence Malick
- 2012 : Cloud Atlas, film de Lily et Lana Wachowski et Tom Tykwer
- 2012 : Alabama Monroe, film de Felix Van Groeningen
- 2013 : Man of Steel, film de Zack Snyder
- 2014 : Sin City: A Dame to Kill For, film de Robert Rodriguez et Frank Miller
- 2014 : Gone Girl, film de David Fincher
- 2015 : The Imitation Game, film de Morten Tyldum
- 2016 : Arrival, film de Denis Villeneuve
- 2017 : Dunkerque, film de Christopher Nolan
- 2018 : Sale temps à l'hôtel El Royale, film de Drew Goddard
- 2019 : The Irishman, film de Martin Scorsese
- 2019 : Knives Out, film de Rian Johnson
- 2022 : Glass Onion, film de Rian Johnson

### Réalisateurs
- Le réalisateur Steven Soderbergh utilise fréquemment une narration non linéaire (Hors d'atteinte, L'Anglais, Schizopolis, Full frontal, Solaris).
- Quentin Tarantino utilise également ce procédé dans certains de ses films (Reservoir Dogs, Pulp Fiction, Jackie Brown, Kill Bill).
- Alejandro González Iñárritu a utilisé une structure non linéaire dans Amours chiennes, 21 Grammes et Babel.
- Jaco Van Dormael est également un fervent amateur des récits non linéaires.
- Depuis son premier film, Eraserhead, David Lynch s'est fait une spécialité des films déconstruits (Sailor et Lula, Lost Highway, Mulholland Drive, Inland Empire).
- Christopher Nolan est connu pour utiliser une narration non linéaire dans la majorité de ses films (Following, Memento, Batman Begins, Le Prestige, Inception, The Dark Knight Rises, Dunkerque, Oppenheimer)